# Кюхельбекер Михайло Карлович
Кюхельбекер Михайло Карлович (1798–1859) — декабрист, лейтенант Гвардійського екіпажу, брат Кюхельбекера Вільгельма Карловича.

## Служба
Народився в Петербурзі. Батько — Карл Кюхельбекер, саксонський дворянин, агроном. Виїхав до Росії і 1770 року вступив на службу, був першим директором Павловська, був близький до Павла І в останні роки його життя. Михайло Кюхельбекер виховувався в Морському кадетському корпусі, куди вступив 1811 року. Гардемарин — 7 червня 1813 року, зарахований до Гвардійського екіпажу — 2 лютого 1814 року, мічман — 21 липня 1815 року. В 1819 році на бригу «Нова Земля» плавав у Північному Льодовитому океані до берегів Нової Землі. Лейтенант — 2 лютого 1820 року, у 1821–1824 роках брав участь у плаванні на Камчатку на шлюпі «Аполлон».

## Декабрист

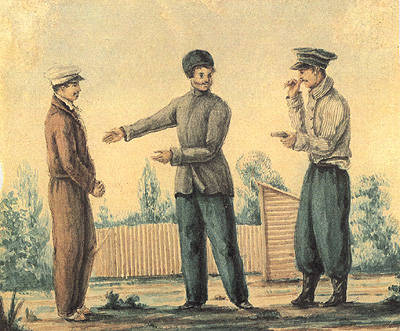
Рєпін М. П. Декабристи Якушкін Іван Дмитрович,Бобрищев-Пушкін Павло Сергійович, Кюхельбекер Михайло Карлович у дворі Читинського острогу.

Членом Північного товариства не був, активний учасник повстання на Сенатській площі.
З Сенатської площі самостійно прибув до великого князя Михайла Павловича та був відведений у канцелярію Семенівського полку. З 15 грудня 1825 року перебуває в Петропавлівській фортеці в № 8 Алексєєвського равеліну. Переведений у Виборзьку фортецю — 7 січня 1826 року, повернутий у Петропавловську фортецю — 2 червня 1826 року.
Засуджений по V розряду і по конфірмації 10 липня 1826 року засуджений до каторжних робіт на 8 років, термін скорочено до 5 років — 22 серпня 1826 року. Відправлений з Петропавлівської фортеці до Сибіру — 5 грудня 1827 року. Доправлений у Читинський острог — 22 березня 1827 року, поступив у Петровський завод у вересні 1830 року. Після закінчення терміну каторги указом 10 липня 1831 року повернений на поселення в місто Баргузин Іркутської губернії.

## У Сибіру
3 червня 1834 року в Баргузині одружився з міщанкою Ганною Степанівною Токарєвою. Мали 6 дочок. Михайло Карлович відкрив у своєму будинку для місцевих жителів безкоштовну школу. У лютому 1835 року в Баргузин привезли для відбування покарання його брата Вільгельма. Брати Кюхельбекери завели велике господарство, вирощували нові для Сибіру сільськогосподарські культури. Михайло Карлович у Баргузині активно займається краєзнавчою діяльністю. За допомогою місцевих жителів він починає збирати свідчення про край. Написав «Короткий нарис Забайкальського краю». Проводить агрономічні досліди, веде метеорологічні спостереження, розвиває тваринництво і землеробство в Баргузинській долині, також збирає мінерали. У 1840-х роках служив агентом золотопромислової компанії Вітімської тайги.
По амністії 26 серпня 1856 року відновлений у правах спадкового дворянства, звільнений від нагляду — 12 грудня 1858 року. В 1858 році звертався до міністра фінансів з проханням про видачу йому дозволу на розробку золотих розсипів у Східному Сибіру. Помер у Баргузині.

## Нагороди
- Орден святого Володимира 4 ступеню